# アスミビルダーズ
アスミビルダーズは、兵庫県に本拠地を置き、日本野球連盟に加盟する社会人野球の企業チームである。

## 概要
2012年に設立された神戸市須磨区に本社を置く総合建設業会社である、関西タクト株式会社（アスミホールディングス株式会社傘下）が、採用につなげ、仕事と野球の2つの夢を叶えることを目的にを設立した社会人野球野球チームであり、2020年1月18日に創部された。
全ての指導者や選手は野球部で活動しながら関西タクト株式会社やその関連会社の社員として会社で働いている。

## 沿革
- 2020年：1月18日に創部、日本野球連盟にクラブチームとして加盟。監督に元横浜の斉藤秀光が就任する。初出場となる兵庫県知事杯争奪社会人・大学野球大会では優勝を飾った[4]。
- 2021年：クラブチーム登録から企業登録に切り替え[5]。
- 2022年：創部後初の都市対抗近畿二次予選に進出[6][2]。日本選手権近畿地区最終予選ではあと1勝のところでカナフレックスに敗れ、日本選手権進出を逃す[7]。
- 2023年：チーム名が神戸ビルダーズからアスミビルダーズに改称[8]。前年まで阪神タイガースでコーチを務めていた藤井康雄がコーチに就任した[9][10][11]。

## 元プロ野球選手の競技者登録
- 斉藤秀光（元:オリックス、阪神、楽天、ソフトバンク、横浜） - 監督（2020年～2024年）※退団
- 藤井康雄（元オリックス） - コーチ（2023年～）
- 谷川唯人（元ロッテ、くふうハヤテ） - 捕手（2024年〜）
- 岩田徹（元阪神） - コーチ（2025年～）

## 主な在籍選手
- 山本仁（外野手） - 横浜DeNAベイスターズ所属の山本祐大の実弟[12][13]
- 吉田翼（内野手） - 元徳島インディゴソックス、香川オリーブガイナーズ[14]

## かつて在籍していた選手
- 茨木智也 - 捕手（2022） 元滋賀ユナイテッドBC、群馬ダイヤモンドペガサス